# Fonderies d'Écurey
Les fonderies d'Écurey, situées dans le hameau d'Écurey près du village de Montiers-sur-Saulx, sont d'anciennes fonderies du département de la Meuse dans la région du Grand Est.

## Localisation
Les bâtiments sont situés dans l'arrondissement de Bar-le-Duc et dans la communauté de communes des Portes de Meuse.

## Description historique
Au XIIe siècle, le site des fonderies abritait un monastère. En 1791, peu après la révolution française, le bâtiment du monastère et ses dépendances furent vendus comme bien de l'État et acquis par des exploitants d'ateliers de production de fonte et de fer puddlé. Le site fut ensuite racheté et spécialisé dans la fonte d'art et de décoration. Sa production a progressivement diminué et, en 1987, elle a complètement cessé. C'est un exemple typique d'ancienne activité industrielle pratiquée en milieu rural en raison de la présence d'un banc de minerai de fer (glauconie) affleurant tout près du site. 
Le paysage industriel est renforcé par l'unité architecturale des ateliers de l'ancienne fabrique de fer et la disposition des bâtiments de l'abbaye. Les moules ayant servi à la fabrication d'objets et de statues en fer coulé sur place ont été conservés dans les anciens magasins de l'usine. L'intérêt de cette collection peu courante mérite être souligné.
Dans les années 1970, les activités de la fonderie ont progressivement décliné jusqu'à sa fermeture en 1985 ; la famille Salin a continué à se succéder à sa direction. Les activités agricoles ont cessé en 2009.
Les parties suivantes telles qu'indiquées sur le plan annexé à l'arrêté : le sol des parcelles F 170 et F 302 du site historique de l'ancienne abbaye d'Écurey, les façades et les toitures des logements ouvriers et les jardins ouvriers (A) ; en totalité : les halles de fonderie (B), les magasins de modèles (C), l'atelier d'ajustage et de modelage (D), le bâtiment de la turbine (E) et la chapelle (F), les façades et les toitures de la halle d'expédition (G), du magasin de stockage (H), de la conciergerie (I) et de l'ancienne halle à coulée (J), les aménagements hydrauliques ouverts et couverts : canaux et biefs (en eau et hors d'eau) avec leurs maçonneries, les ponts avec garde-corps en fonte et le système de vannage sont inscrits au titre des monuments historiques par arrêté du 27 septembre 2013.

## Valorisation du patrimoine
Ouvert au public, le site a été rénové avec le soutien de la région pour accueillir un atelier de formation aux techniques de construction et de rénovation des bâtiments (isolation, économies d'énergie...), des salles de réunion et de réception, un espace d'exposition muséographique, des programmes culturels, une boutique de vente de produits locaux, et un gîte. L’histoire du site et du Barrois est expliquée et des visites guidées sont organisées sur demande toute l'année.